# Lorient
Lorient, eller L'Orient eller An Oriant på bretonsk er en kommune og en havn i Morbihan departmentet i Bretagne regionen i det nordvestlige Frankrig. Indbyggerne i Lorient kaldes Lorientais.

## Demografi
Lorient er den største by i Morbihan, selv om hovedbyen er den lidt mindre kommune Vannes.

## Historie
I begyndelsen af det 17. århundrede havde købmænd som handlede med Indien etableret varehuse i Port-Louis. De byggede senere yderligere magasiner på den anden side bugten i 1628, på det sted, som blev kendt som L'Orient (orienten på fransk).
Senere blev det fransk-ostindiske kompagni grundlagt i 1664 og fik et charter af kong Ludvig 14. De byggede skibsværfter og gav således stødet til udvikling af en by.
I forsøg på at ødelægge tyske ubådsbaser og deres forsyningslinjer blev det meste af byen ødelagt ved allierede bombardementer under 2. Verdenskrig (se nedenfor), derfor afspejler vore dages Lorient de arkitektoniske stilarter fra 1950'erne.

## Geografi
Lorient ligger på sydkysten af Bretagne ved Atlanterhavet. Floderne Blavet og Scorff munder ud i Atlanten ved Lorient.

## Erhverv
Lorient har en stor fiskerihavn, Port de Pêche (bretonsk: Porzh Pesketa), ved Keroman og havneområdet med Kergroise anvendes til fragt- og passagerskibe.
Turisme spiller en vigtig rollen i byens økonomi og der er adskillige store marinaer rundt om bugten. Den årlige Festival Interceltique de Lorient blev grundlagt i Lorient i 1971 og tiltrækker et stort antal turister til området hver sommer.
Lorient var tidligere en fransk flådebase, men disse dokke, kajer osv. er blevet fjernet. Der er imidlertid fortsat mange vigtige tidligere flådebygninger ved havnen.
Lufthavnen ved Lorient ligger lige vest for byen ved Lann Bihou, og det har direkte forbindelser til adskillige destinationer, heriblandt Paris.

## Keroman Ubådsbase
Lorient var hjemsted for en tysk Ubådsbase under 2. Verdenskrig. Selv om byen blev kraftigt beskadiget under allierede bombeangreb overlevede denne flådebase til krigens slutning. Lorient forblev besat indtil maj 1945, selv om byen var omringet af den amerikanske hær, da tyskerne afslog at overgive sig.
Da de ikke kunne ødelægge basen og dens ubådsbunkers havde de allierede besluttet at jævne byen og havnen med jorden for at afskære forsyningslinjerne til Ubådsbaserne. Uden brændstof, torpedoer og andre forsyninger blev det umuligt for Ubådene at sejle ud på patruljer i Atlanten. Mellem 14. januar og 17. februar 1943 blev 500 højeksplosive og over 60.000 brandbomber kastet ud over Lorient. Byen blev næsten fuldstændig ødelagt med næsten 90% af byen i ruiner. Tusinder af franske civile og mange tyske soldater og matroser blev dræbt.
I dag er den tidligere Ubådsbase ved Keroman åben for offentligheden året rundt. Under rundvisningerne kan man se Ubåds-bunkeren K3. Loftet, som består af mellem 3,4 og 7,0 meter jernbeton, han beses og det samme gælder et gammelt anti-luftskytstårn oven på Ubåds basen. Tårnet giver en udmærket udsigt over havnen og storadmiral Karl Dönitz' tidligere hovedkvarter på den anden side af bugten ved Larmor-Plage.

## Forskelligt
- Lorient var fødested for:

Jean-Baptiste Chaigneau (1769-1832), skibsfarende, eventyrer og stormandarin i Vietnam.
Jules Simon (1814-1896), statsmand og filosof.
- Lorient er hjemsted for en stor festival for keltisk musik Festival Interceltique de Lorient.
- Lorient er hjemmebane for FC Lorient Bretagne Sud hvis stadion, Stade du Moustoir, ligger i bymidten.
- I 2006 udgaven af Tour de France var Lorient mål for 8. etape.
- I spillet Medal of Honor: Frontline foregår et af niveauerne i Lorient.

## Venskabsbyer
Lorient er venskabsby med:
| - Galway i Irland (sidene 1978) - Vigo i Spanien - Wirral i Storbritannien - Ventspils i Letland |  | - Ludwigshafen i Tyskland - České Budějovice i Tjekkiet - Denizli i Tyrkiet |

## Eksterne kilder
- Officiel hjemmeside Arkiveret 24. februar 2017 hos  Wayback Machine (fransk)
- Festival Interceltique de Lorient Arkiveret 9. maj 2008 hos  Wayback Machine (fransk)
- Det franske kulturministeriums liste over Lorient (fransk)
- De tyske ubådsbunkere i Lorient – Keroman ubådsbasen